# Himeji

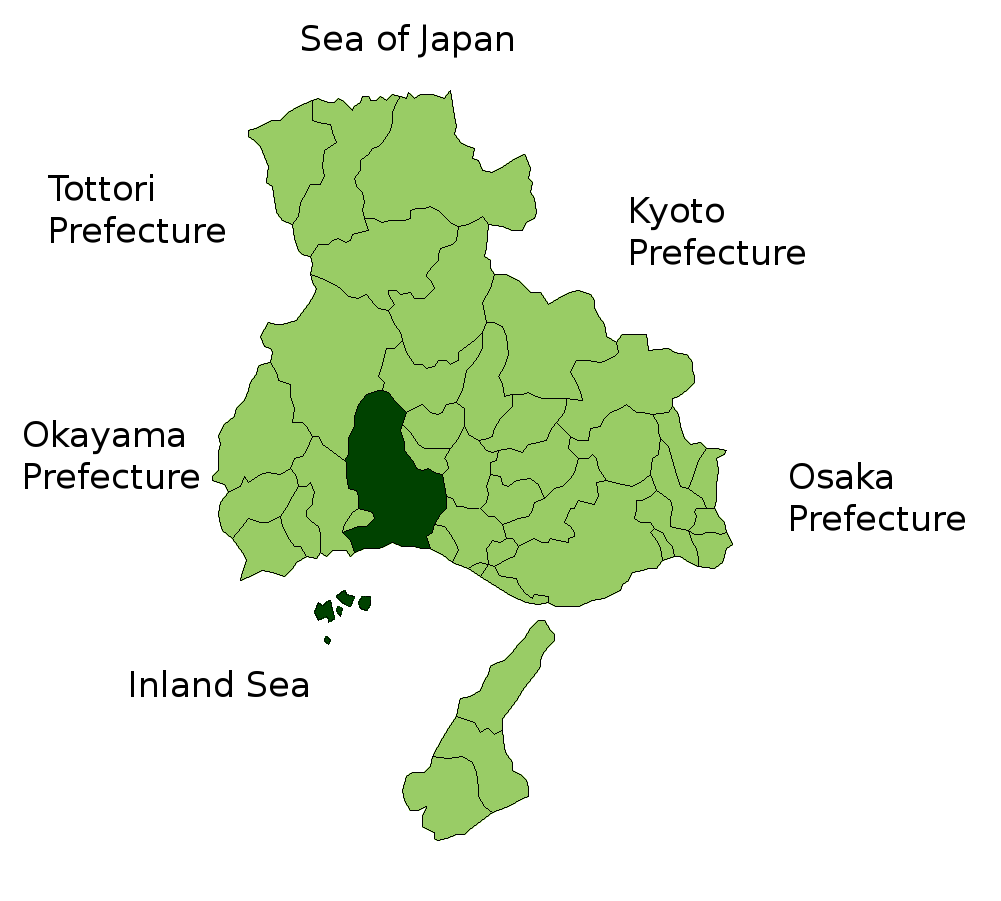

Himeji (姫路市 Himeji-shi?) este un municipiu din Japonia, prefectura Hyōgo.

## Puncte de interes turistic

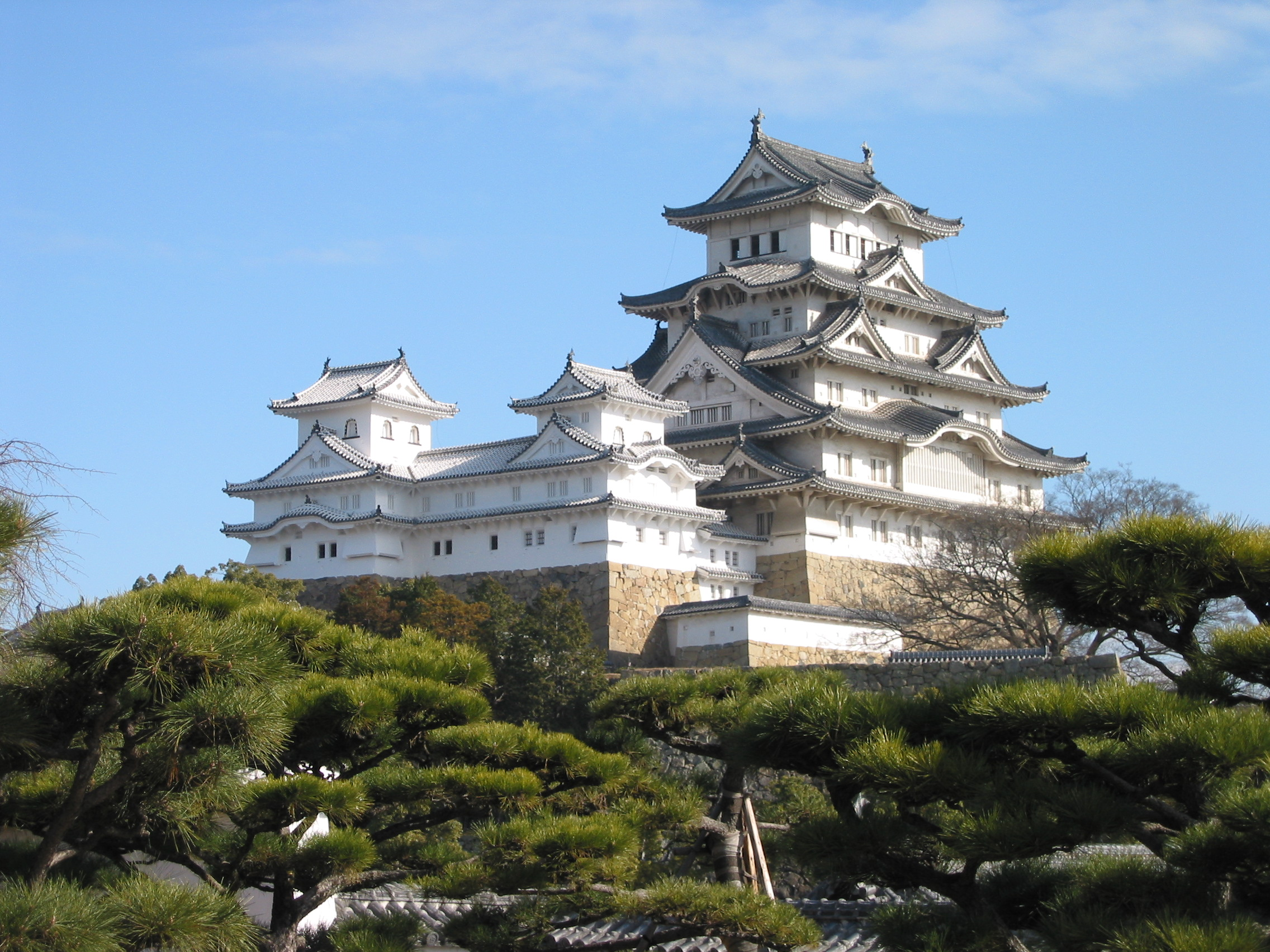
Castelul Himeji

Inițial Himeji, un oraș fortificat, păstrează și conservă moștenirea sa prin Castelul Himeji, unul din punctele UNESCO de conservare a patrimoniului lumii, World Heritage Site. Alte atracții cuprind templu Engyō-ji, muntele Seppiko-san, Parcul Central (un parc de tip safari), Grădina botanică și Grădina Koko-en.

## Înfrățire cu alte orașe
Himeji are relații de înfrățire cu alte șase orașe din afara țării și cu alte două orașe japoneze, respectiv cu un alt castel din Franța.

### Orașe înfrățite

#### Extern
- Charleroi, Belgia,
- Phoenix, statul  Arizona,  Statele Unite ale Americii,
- Adelaide, Australia,
- Curitiba, Brazilia,
- Taiyuan, Republica Populară Chineză și
- Masan, Coreea de Sud.

#### Intern
- Matsumoto, în prefectura Nagano, Japonia.
- Tottori, centrul prefecturii Tottori, Japonia.

### Castele înfrățite
- Château de Chantilly in Chantilly, Franța.

## Oameni faimoși din Himeji
- Aya Matsuura, artistă
- Psycho le Cému, trupă visual rock
- Kenzo Takada, designer de modă
- Tetsuro Watsuji, filosof și istoric

## Vedeți și
- Lista municipiilor din Japonia
- Ro Ho En

## Galerie de imagini

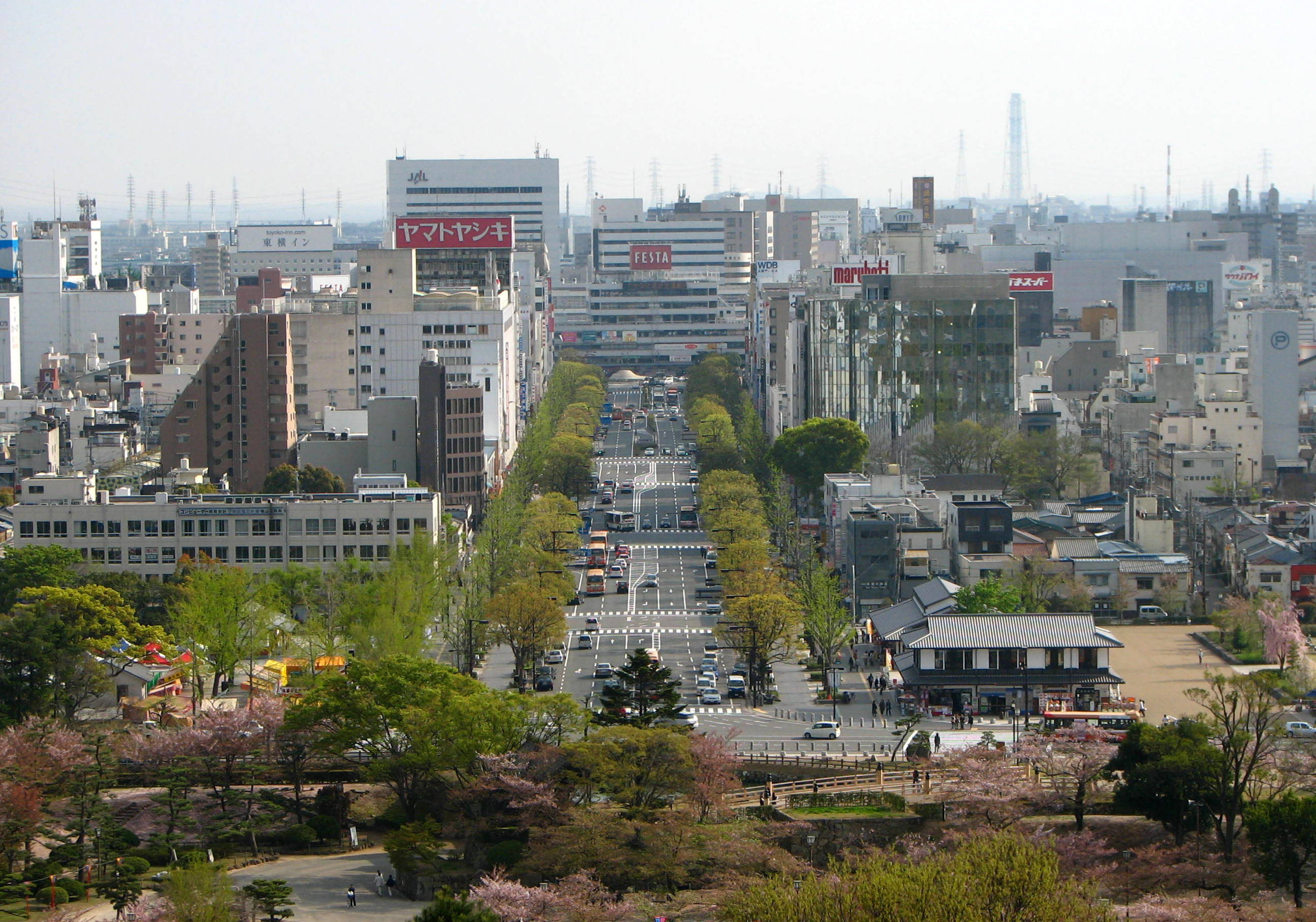
Himeji, Privire de pe castel
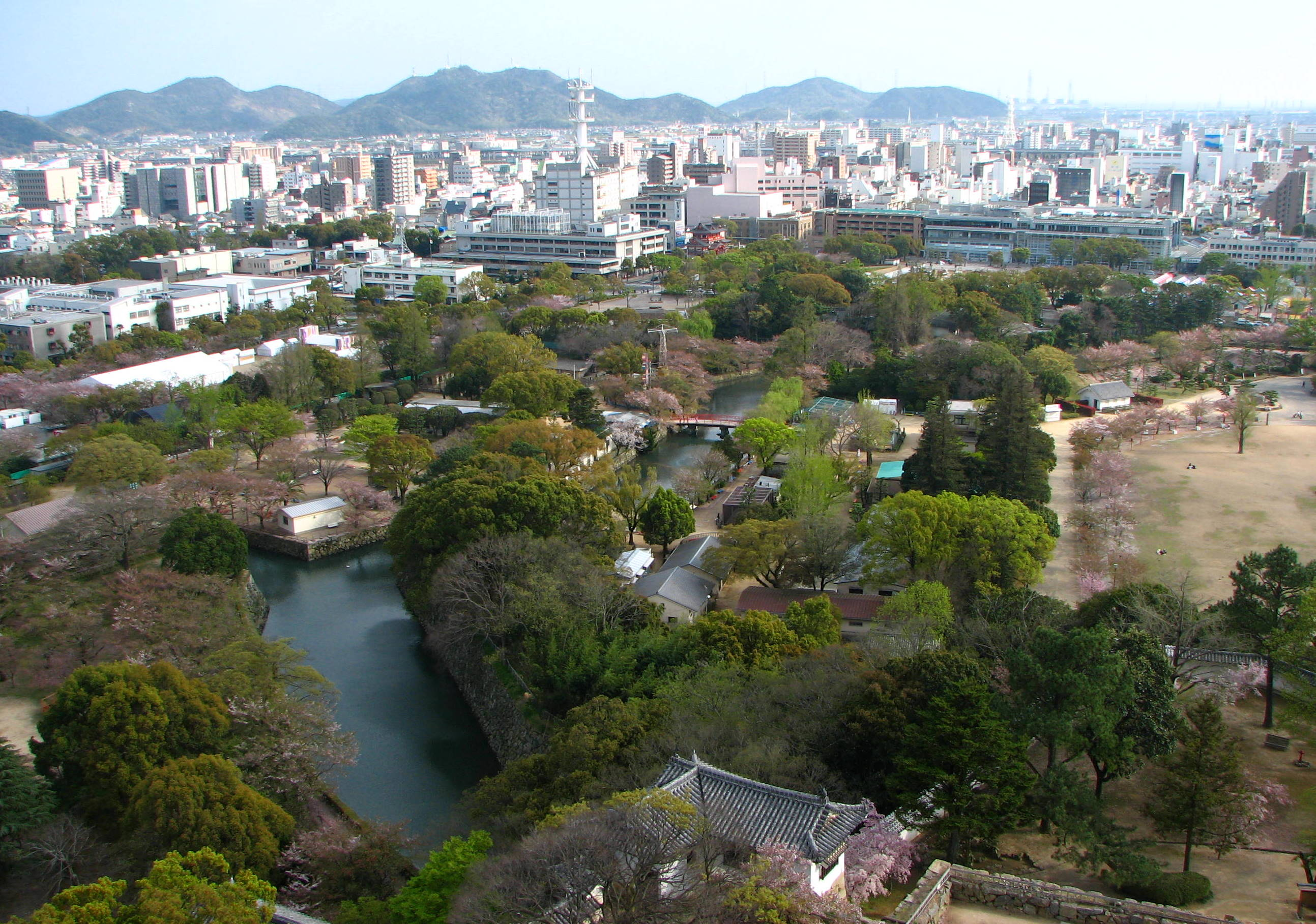
Parcul Shiromidai
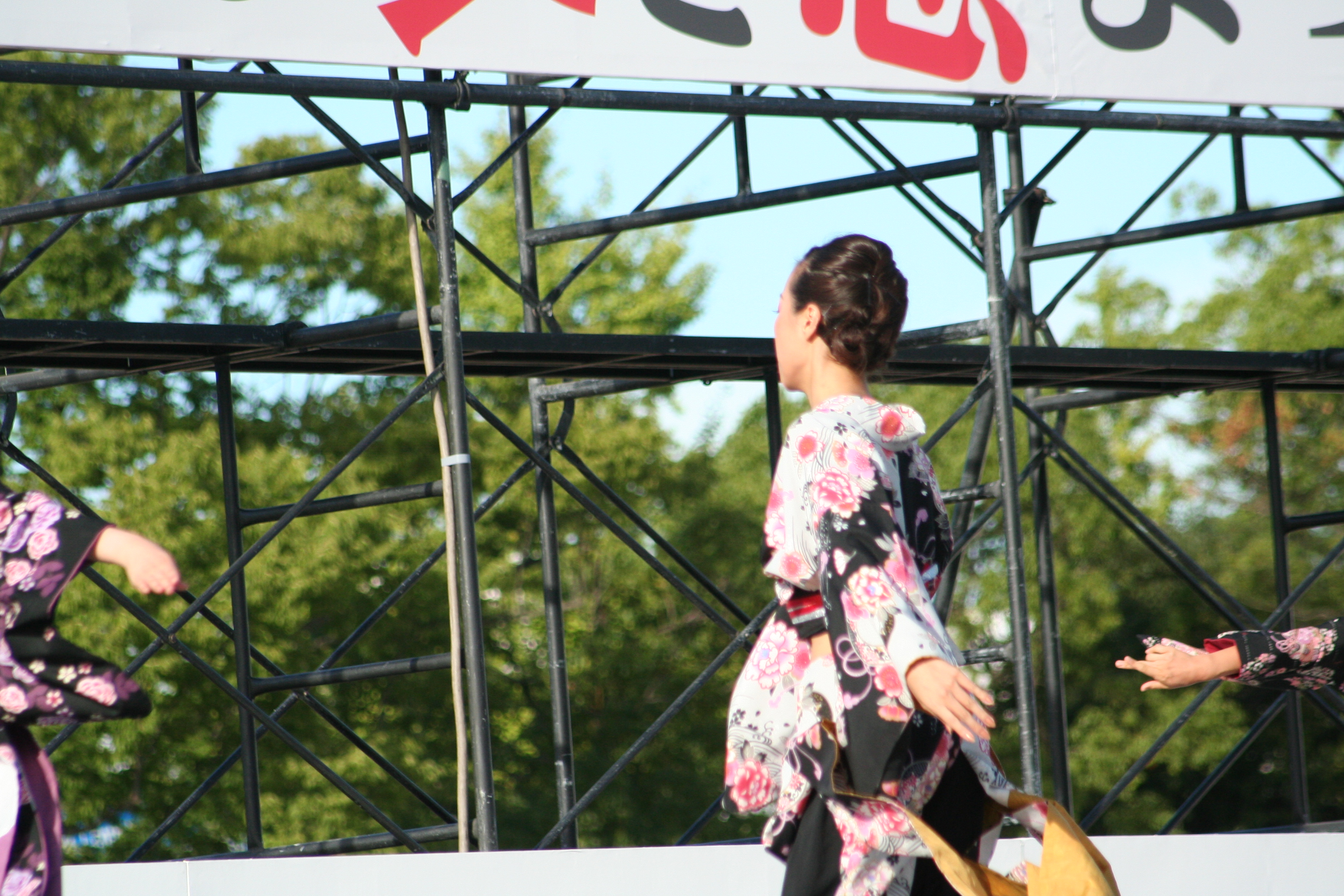
08 august 2010. Castelul festival. Dans Yosakoi.